# Circondario di Unna
Il circondario di Unna (targa UN) è uno dei circondari (Kreis) della Renania Settentrionale-Vestfalia, in Germania.
Appartiene al distretto governativo (Regierungsbezirk) di Arnsberg. Comprende 8 città e 2 comuni. Il capoluogo è Unna, il centro maggiore Lünen.

## Città e comuni
Fanno parte del circondario dieci comuni di cui otto sono classificati come città (Stadt). Due delle città è classificata come grande città di circondario (Große kreisangehörige Stadt) e cinque come media città di circondario (Mittlere kreisangehörige Stadt).
(Abitanti al 31 dicembre 2021)
Città
- Bergkamen (media città di circondario) (48 669)
- Fröndenberg/Ruhr (20 436)
- Kamen (media città di circondario) (42 544)
- Lünen (grande città di circondario) (85 721)
- Schwerte (media città di circondario) (46 240)
- Selm (media città di circondario) (25 983)
- Unna (grande città di circondario) (58 911)
- Werne (media città di circondario) (29 355)

Comuni
- Bönen (18 169)
- Holzwickede (17 035)